# Paddington (pel·lícula)
Paddington és una pel·lícula francobritànica del 2014 dirigida per Paul King i escrita per ell mateix i Hamish McColl. Basada en el personatge de l'osset Paddington, creat per Michael Bond, la història és una versió real de com aquest animalet de la selva peruana arriba a Londres i troba la família Brown. La pel·lícula és protagonitzada per Nicole Kidman, Hugh Bonneville i Sally Hawkins.
A Catalunya la pel·lícula va ser doblada al català amb el suport del Departament de Cultura i es va estrenar el 6 de gener de 2015.

## Argument
Un explorador dels anys 60, el geòleg Montgomery Clyde, explora el Perú més remot i hi acaba descobrint una nova espècie d'os bru. Fa amistat amb una parella d'ossos a qui anomena Pastuzo i Lucy, i els ensenya a parlar i fer melmelada prometent-los que sempre serien benvinguts a Londres. Uns anys més tard, Pastuzo i Lucy passen els dies feliços en companyia del seu nebot Paddington. Però, després d'un terratrèmol, un arbre cau sobre Pastuzo i la Lucy i el seu nebot travessen la selva fins al port. Allà, la tieta Lucy s'acomiada del seu nebot. Paddington embarca clandestinament a bord d'un vaixell que el portarà a Londres amb l'objectiu de trobar una nova llar amb l'explorador que els seus oncles van conèixer anys abans. La seva tieta però, es queda al Perú i s'instal·la en una llar per a ossos jubilats on quedarà protegida. Així és com l'osset arriba a l'estació Paddington de Londres on és recollit per la família Brown, en teoria per una sola nit. Tanmateix, els fills de la casa aviat li agafen afecte i en poc temps s'acaba convertint en un més de la família. Junts s'enfrontaran a la filla de Montgomery Clyde, Millicent, que, en clau de Directora del Museu d'Història de Londres, voldrà apropiar-se de Paddington per poder-lo dissecar i exposar en una vitrina del seu Museu. Al final, els Brown acaben adoptant Paddington i Millicent és condemnada a fer serveis socials a un zoo infantil. I Paddington, finalment, pot escriure una carta a la seva tieta Lucy per explicar-li que ha trobat una bona llar a Londres, al costat dels Brown.

## Repartiment
- Ben Whishaw: Paddington (veu)[2]
- Hugh Bonneville: Henry Brown[3]
- Sally Hawkins: Mary Brown[3]
- Madeleine Harris: Judy Brown[3]
- Samuel Joslin: Jonathan Brown[3]
- Julie Walters: Sra. Bird[3]
- Nicole Kidman: Millicent Clyde[4]
- Jim Broadbent: Samuel Gruber[3]
- Peter Capaldi: Sr. Curry
- Imelda Staunton: Tia Lucy (veu)
- Michael Gambon: Oncle Pastuzo (veu)
- Tim Downie: Montgomery Clyde
- Simon Farnaby: Barry
- Matt Lucas: Joe
- Matt King: Andre el Lladre

## Producció
La pel·lícula es va anunciar per primer cop el setembre de 2007, amb David Heyman produint-la i Hamish McColl escrivint el guió. El desenvolupament de la pel·lícula no va continuar fins al setembre del 2013, quan es va començar a rodar i Heyman va anunciar la participació de Colin Firth donant veu a Paddington. Amb un pressupost de 38.5 milions d'euros, Paddington va esdevenir la pel·lícula més cara de la història de la productora francesa StudioCanal. El rodatge i producció van començar el 13 de setembre de 2013.
El juny de 2014, quan la principal fotografia ja havia acabat, Firth voluntàriament va deixar el projecte, després que l'estudi decidís que la seva veu no lligava bé amb Paddington. El paper es va donar el mes següent a Ben Whishaw. L'osset Paddington es va crear utilitzant una combinació d'imatges generades amb ordinador (per l'empresa britànica Framestore) i animatrònica.

## Guardons
| Premi                     | Categoria                                              | Receptor                 | Resultat  |
| ------------------------- | ------------------------------------------------------ | ------------------------ | --------- |
| Premis BAFTA              | Alexander Korda Award a la millor pel·lícula britànica | David Heyman i Paul King | Nominat   |
| Premis BAFTA              | Millor guió original                                   | Paul King                | Nominat   |
| Premis Empire             | Millor pel·lícula britànica                            | David Heyman i Paul King | Nominat   |
| Premis Empire             | Millor comèdia                                         | David Heyman i Paul King | Guanyador |
| Premis Saturn             | Millor pel·lícula de Fantasia                          | David Heyman i Paul King | Nominat   |
| South Bank Sky Arts Award | Millor pel·lícula                                      | David Heyman i Paul King | Nominat   |